# Tridenti mise

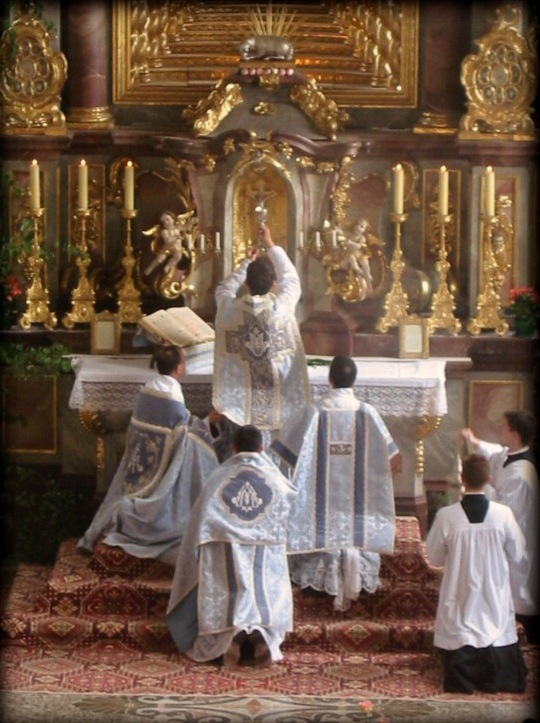
A kehely fölemelése [eleváció] átváltoztatás után a Solemnis misében (Missa Solemnis).

A tridenti mise, egyéb neveken trienti mise, rendkívüli rítus (forma extraordinaria), római szertartás, régi rítus (forma antiquior) az 1570–1966 között érvényben lévő hivatalos, a tridenti zsinat által szabályozott római katolikus szentmise szertartásrend neve. A II. Vatikáni Zsinat nyomán a régi misét felváltotta az új mise (novus ordo), de a régi mise nem vesztette érvényét; továbbra is bemutatják világszerte. A tradicionalista katolikus szervezetek (Szent X. Piusz Papi Testvérület, Szent Péter Papi Testvérület) egyik fő feladatuknak a tridenti mise csorbítatlan megőrzését és rendszeres bemutatását tekintik, a tridenti miserend utoljára kiadott hivatalos, 1962-es misekönyve (misszále) szerint.
Mivel a mise (egyházi) latinul van (a népi egyházi énekek kivételével), ezért szokás latin misének is nevezni. A hagyományhű katolikus, tradicionalista hívők körében a mise népszerű és elterjedt.